# Carl Biberfeld
Carl Biberfeld (* 5. Februar 1856 in Breslau; † 18. September 1924 in Zuckmantel) war ein deutscher Lyriker, Essayist und Herausgeber.

## Leben
Carl Biberfeld entstammte einer jüdischen Familie in Breslau. Er erlernte einen kaufmännischen Beruf und war als Bankbeamter tätig.
Bereits Mitte der 1870er Jahre knüpfte Biberfeld literarische Kontakte zur Breslauer Dichterschule. 1882 übernahm er die Redaktion der Monatsblätter der Breslauer Dichterschule, 1883 wurde er zum Vorsitzenden gewählt. Bei seiner Verabschiedung 1909 trug man ihm den Ehrenvorsitz an. Von 1908 bis 1910 redigierte er das Nachfolgeblatt des Vereinsorgans, das jetzt den Titel Der Osten trug. Margarete Kiefer-Steffe nannte ihn „die Seele des Vereins“.
Auf seine Initiative wurde der wandernde Handwerkergeselle Paul Barsch vom Vorsitzenden Theobald Nöthig nach Breslau eingeladen, um aus seinen Gedichten zu lesen. Gemeinsam mit Barsch gab Biberfeld 1913 die Sammlung Brause, du Freiheitssang! zum Gedenken an die Befreiungskriege heraus.
In den 1890er Jahren wurde er Mitglied der Finanzkommission des Breslauer Schiller-Vereins, der seit 1863 Zweigstiftung der Deutschen Schiller-Stiftung war.
Biberfeld engagierte sich auch für das Breslauer Lobe-Theater, wo er als Dramaturg tätig war und beispielsweise im Jahr 1896 „schlesisch-historische Lustspielabende“ organisierte. Im Jahr 1899 schrieb er den Prolog zu einer Festvorstellung von Goethes Tasso. Festvorträge hielt er auch zu Eichendorff-Feiern und zur Einweihung eines Denkmals für Gustav Freytag und wurde ein gefragter Gelegenheitsdichter in Breslau.
Für den Komponisten Ludwig Heidingsfeld (1854–1921), mit dem er bereits an dessen komischer Oper Der neue Dirigent zusammengearbeitet hatte, verfasste Biberfeld 1910 die Texte der Studentenlieder in der erfolgreichen Operette Alte Burschenherrlichkeit.
Carl Biberfeld wurde auf dem Neuen Jüdischen Friedhof in Cosel bei Breslau (heute Kozanów) beigesetzt, wo sein Grab noch erhalten ist.
Seine Kriegsglossen vom Beginn des Ersten Weltkriegs aus dem Jahr 1915 wurden 1948 von der Deutschen Verwaltung für Volksbildung in der sowjetischen Besatzungszone auf die „Liste der auszusondernden Literatur“ gesetzt.

## Auszeichnungen
1878 erhielt Biberfeld für sein Manuskript Ella gemeinsam mit Hedwig Nies eine Auszeichnung der Breslauer Dichterschule für das beste epische Gedicht.

## Werke
- Gedichte. Trewendt & Granier, Breslau 1882
- Pallas und Germania. Festspiel zum 8. Allgemeinen deutschen Turnfest. Maruschke & Behrend, Breslau 1894
- Dass. Ein Festspiel. Der deutschen Turnerschaft gewidmet. A. Graun, Zittau 1895
- Bilder aus der Theatergeschichte Breslaus. 1899
- Zwei Dichtungen zum hundertsten Todestage Friedrich Schiller's. Prolog zur Gedenkfeier des Breslauer Schiller- und Humboldt-Vereins. „Ehret die Frauen.“ Eine verbindende Dichtung zu Schiller'schen Frauengestalten. Mit lebenden Bildern dargestellt gelegentlich der Festfeiern am 8. und 9. Mai 1905. Bial, Freund & Co, Breslau 1905
- Vor hundert Jahren. Ein dramatisches Gedicht aus der Zeit der Belagerung Breslau's. G. E. Bürkner, 1906.
- Der neue Dirigent. Komische Oper in drei Akten von Ludwig Heidingsfeld. Text von Carl Biberfeld und vom Komponisten. Dichtungen zu den Dichtungen zu den geschlossenen Gesänge von Karl Lentz und vom Komponisten. H. Lau, Danzig 1908
- Alte Burschenherrlichkeit. Studenten-Operette in drei Akten. Musik von Ludwig Heidingsfeldt. Text von Carl Biberfeld und vom Komponisten. (Textbuch.) Ahn, Köln, Berlin, Leipzig, Paris 1910
- Text der Gesänge aus „Alte Burschenherrlichkeit.“ Studenten-Operette in drei Akten. Musik von Ludwig Heidingsfeld. Ahn, Köln, Berlin, Leipzig, Paris 1910 (Ahns Text-Bibliothek Band 143)
  - darin: Schwäbischer Tanz (Frauenstudium). Schnittermarsch (Aufzug der Schnitterinnen) – Lied an den Rhein – Ständchen (O komm geschwind, die Zeit verrinnt) – Burschenwalzer – Faschingswalzer – Menuett – Erwartung (Lied der Gertrud)
- (mit Fritz Ernst Bettauer): Sieben gegen einen. Festspiel. Breslau 1913
- Eichendorffs Abschied von Wien. Breslau 1913
- Kriegsglossen. Breslau: L. Freund, 1915 (Sonderdruck aus der Breslauer Morgen-Zeitung)
- Kaiserlied. Veröffentlicht in der Breslauer Morgen-Zeitung. Musik von Benno Pulvermacher, Breslau 1915

## Essays (Auswahl)
- Karl Jaenicke. In: Der Osten. Literarische Monatsschrift Jg. 29, N. F. 3 (1903), S. 162–165.
- Gustav Freytag. In: Der Osten. Literarische Monatsschrift Jg. 33, N. F. 7 (1907), H. 7/8, S. 107–114.
- Aus der werdenden Großstadt. In: Die Breslauer Revue v. 18. Juni 1920
- Die Erstaufführung der „Weber“ in Breslau. In: Breslauer Theater-Woche Jg. 2 (1922), Nr. 28, S. 35 f.

## Herausgebertätigkeit
- Herbstblättel. Skizzen und Festgedichte zum 60. Geburtstages Max Heinzels. Im Auftrage der Breslauer Dichterschule gesammelt. Commissions-Verlag v. J. Max & Co., Breslau 1893
- Karl Renschild: Bunte Falter. Märchen. Mit einem Prologe. G. Wattenbach, Berlin/Leipzig 1894
- Samuel Meyer: Nachgelassene Gedichte. Im Auftrage seiner Freunde gesammelt und gesichtet. Breslau 1897
- Karl Jaenicke: Gedichte aus dem Nachlaß. Preuß & Jünger, Breslau 1904
- Margarete Matthes: Gedichte. Hrsg. mit Geleitwort, Preuß & Jünger, Breslau 1905.
- Dem Andenken Johann Christian Günthers. Drei Osten-Hefte mit Günther-Beiträgen. Hellmann, Glogau 1908 (Der Osten. Literarische Monatsschrift der „Breslauer Dichterschule“ Jg. 34, H. 1–3)
- Der Osten. Ein schlesischer Jubiläumsalmanach. Hellmann, Jauer 1909 (Beih. 1 zu Der Osten. Literarische Monatsschrift der „Breslauer Dichterschule“)
- Paul Barsch-Heft. Hellmann, Jauer 1909 (Sonderheft Der Osten. Literarische Monatsschrift der „Breslauer Dichterschule“, Jg. 36, H. 4)
- (mit Paul Barsch:) Brause du Freiheitssang! Ein Gedenkbuch zur Jahrhundertfeier der Freiheitskriege. Hrsg. von der Stadt Breslau. Heege, Schweidnitz 1913